# Dum multa
Dum multa ist die letzte, von Papst Leo XIII. am 24. Dezember 1902 veröffentlichte Enzyklika während seines Pontifikats. Er wandte sich an den Erzbischof  von Quito und die Bischöfe von Ecuador und behandelt die „Ehegesetzgebung in Ecuador“.
Zunächst wandte sich der Papst gegen die Regierung in Ecuador (unter Eloy Alfaro), er beklagt, dass ohne Zustimmung des Heiligen Stuhls Diözesen aufgelöst oder umgegliedert wurden. Des Weiteren stellt er fest, dass christliche Ehen auf verschiedene Weisen behindert würden und dass das kanonische Recht untergraben würde. Der Papst erinnert an seine Enzyklika „Arcanum divinae sapientia“ (1880), in der er die Regeln und die Gesetze für eine christliche Ehe dargelegt habe. Leo XIII. preist die Ehre der christlichen Ehe und erinnert an die unzertrennliche Dauerhaftigkeit, welche von Gott besiegelt und in einem Sakrament gestärkt worden sei.
Kraft seines apostolischen Amtes verdammt der Papst die Ehegesetze, welche in Ecuador erlassen worden waren. Er lehnt jeden Gedanken der Scheidung ab und verurteilt diese liberale Gesetzgebung. Abschließend ruft er die angeschriebenen Bischöfe auf, sich tapfer zu wehren und jeder Versuchung zu widerstehen.